# Делингдэ (приток Лены)
Делингдэ (Делинде; устар. Дьэлиндэ) — река в Якутии. Впадает в реку Лена справа на расстоянии 902 км от её устья. Длина — 45 км.
В среднем течении протекает через одноимённое озеро, в которое впадает река Кыталыктах.

## Данные водного реестра
По данным государственного водного реестра России относится к Ленскому бассейновому округу. Код водного объекта — 18030900112117500004506.